# Coppa delle nazioni del Golfo 2003
La Coppa delle Nazioni del Golfo 2003, 16ª edizione del torneo, si è svolta in Kuwait dal 26 dicembre 2003 all'11 gennaio 2004. È stata vinta dal Arabia Saudita.

## Squadre partecipanti
- Oman
- Emirati Arabi Uniti
- Bahrein
- Kuwait (ospitante)
- Qatar
- Arabia Saudita
- Yemen (debuttante)

## Classifica Finale
| Team                | Pts | Pld | W | D | L | GF | GA | GD  |
| ------------------- | --- | --- | - | - | - | -- | -- | --- |
| Arabia Saudita      | 14  | 6   | 4 | 2 | 0 | 8  | 2  | +6  |
| Bahrein             | 13  | 6   | 4 | 1 | 1 | 13 | 3  | +10 |
| Qatar               | 9   | 6   | 2 | 3 | 1 | 5  | 3  | +2  |
| Oman                | 8   | 6   | 2 | 2 | 2 | 6  | 4  | +2  |
| Emirati Arabi Uniti | 7   | 6   | 2 | 1 | 3 | 6  | 7  | −1  |
| Kuwait              | 5   | 6   | 1 | 2 | 3 | 6  | 9  | −3  |
| Yemen               | 1   | 6   | 0 | 1 | 5 | 2  | 18 | −16 |